# 34丁目 (マンハッタン)

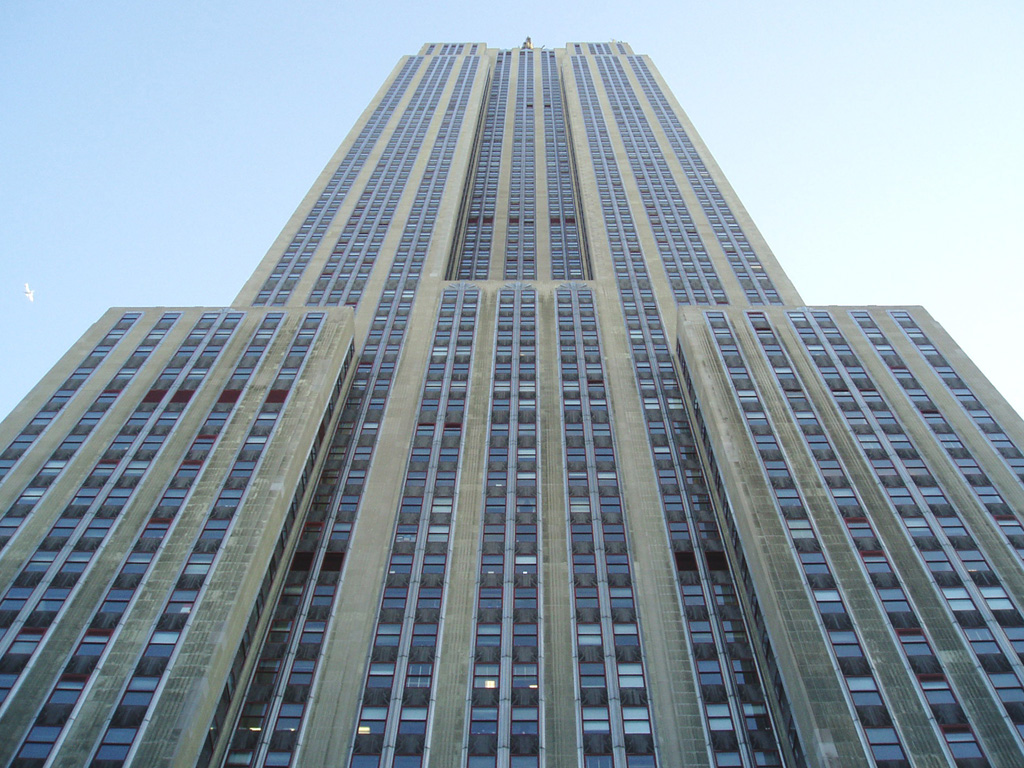
エンパイア・ステート・ビルディング

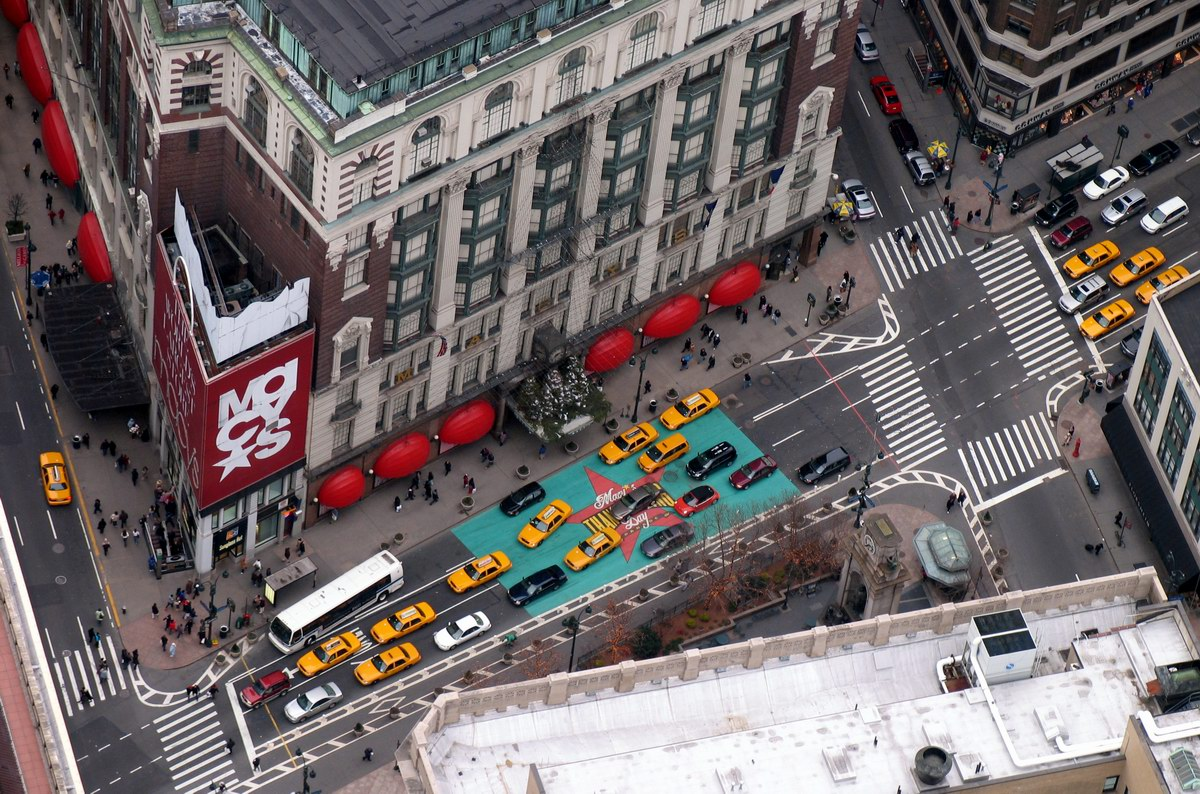
メイシーズのブロードウェイ側

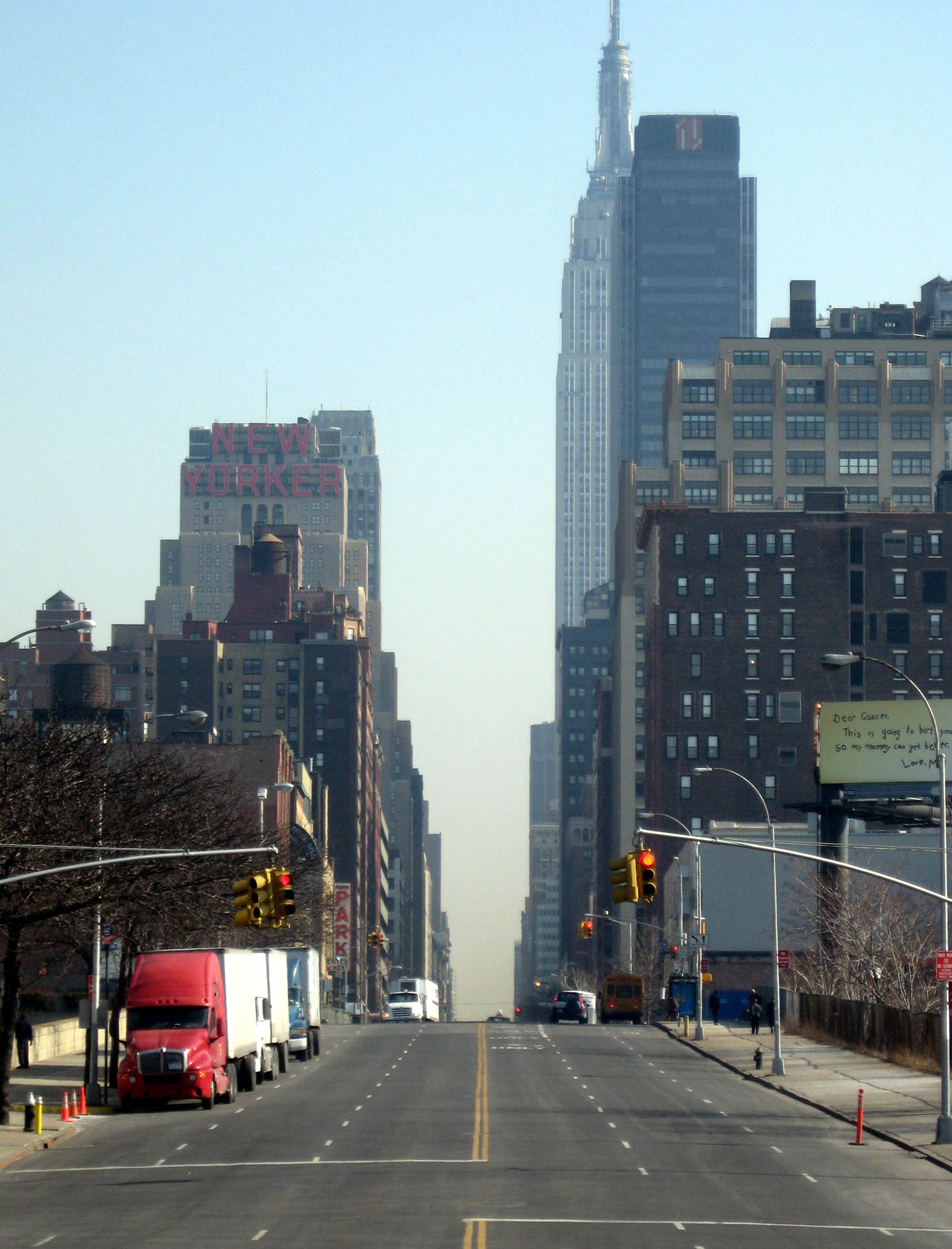
西の端から34丁目を見る

34丁目（さんじゅうよんちょうめ、英: 34th Street）はニューヨーク市マンハッタンを東西に横断する「ストリート」と呼ばれる通りのうちの主要な通りの一つ。車道は両方向通行である。西端はウエスト・サイド・ハイウェイの一部である12番街、東端はFDRドライブである。途中、西端付近にはニュージャージーへアクセスするリンカーン・トンネルへの接続が、東端付近にはクイーンズへアクセスするクイーンズ＝ミッドタウン・トンネルへの接続がある。ブロードウエイと交差する場所にはヘラルド・スクエアと百貨店メイシーズの旗艦店があり、その周辺は「小さなタイムズスクエア」と呼べるような活気あるショッピング街になっている。メイシーズ・サンクスギヴィング・デイ・パレードはこの通りが終点である。また、1947年の映画『三十四丁目の奇蹟』（Miracle on 34th Street）はこのメイシーズが舞台になっている。

## 周辺の著名な建物と場所
西から東へ：
- 東34丁目フェリー乗り場
- ジェイコブ・ジャヴィッツ・コンベンション・センター - 11番街と12番街の間、北側
- ハドソン・ヤード - 10番街と12番街の間、南側
- B&Hフォト・ビデオ（ニューヨークで最大のカメラ屋）- 9番街、南東側
- ハマースタイン・ボールルーム -  8番街と9番街の間、北側
- ニューヨーカー・ホテル - 8番街、北西側
- ニューヨーク中央郵便局 - 8番街と9番街の間、1ブロック南側、入り口は8番街に面している
- ワン・ペン・プラザ -  7番街と8番街の間、南側
- マディソン・スクエア・ガーデン - 8番街、1ブロック南側
- ペンシルベニア駅 (ペン・ステーション) - マディソン・スクエア・ガーデンの地下
- ホテル・ペンシルバニア - 7番街、南東側
- メイシーズ - ブロードウエイと7番街の間、北側
- ヘラルド・スクエア - ブロードウェイと6番街、34丁目と35丁目の各通りに囲まれたブロック
- エンパイア・ステート・ビルディング - 5番街、南西側

## 交通

### アムトラック
- ペンシルベニア駅

### 地下鉄
- 34丁目-ハドソン・ヤード駅 (系統) (11番街)
- 34丁目 - ペン・ステーション駅 (  系統) (8番街)
- 34丁目 - ペン・ステーション駅 (  系統) (7番街)
- 34丁目-ヘラルド・スクエア駅 (        系統) (6番街、ブロードウエイ)
- 33丁目駅 ( 系統) (パーク・アベニュー)

### パストレイン(PATH)
- 33丁目駅

### バス
- ルートM34とM34Aはこの通りを通る。